# Henschel Hs 124
Henschel Hs 124 là một mẫu thử máy bay tiêm kích-ném bom hạng nặng của Đức.

## Tính năng kỹ chiến thuật (Hs 124 V2)
Dữ liệu lấy từ Warplanes of the Third Reich
Đặc điểm tổng quát
- Kíp lái: 3
- Chiều dài: 14,50 m (47 ft 6¾ in)
- Sải cánh: 18,20 m (59 ft 8½ in)
- Chiều cao: 3,75 m (12 ft 3⅔ in)
- Diện tích cánh: 54,6 m² (587,7 ft²)
- Trọng lượng rỗng: 4.250 kg (9.350 lb)
- Trọng lượng có tải: 7.230 kg (15.906 lb)
- Động cơ: 2 × BMW 132cC, 640 kW (870 hp)  mỗi chiếc

 Hiệu suất bay 
- Vận tốc cực đại: 435 km/h (235 knot, 270 mph) trên độ cao 3.000 m (9.840 ft)
- Tầm bay: 4.200 km (2.270 hải lý, 2.610 mi)
- Lên độ cao 6.000 m (19.685 ft): 17,5 phút

Trang bị vũ khí

- Súng: 2 × pháo Mauser 20mm, 1× Súng máy MG 15 7,92mm
- Bom: 6× bom 100 kg (220 lb) hoặc 12× bom 50 kg (110 lb)